# サン＝ピエール大聖堂

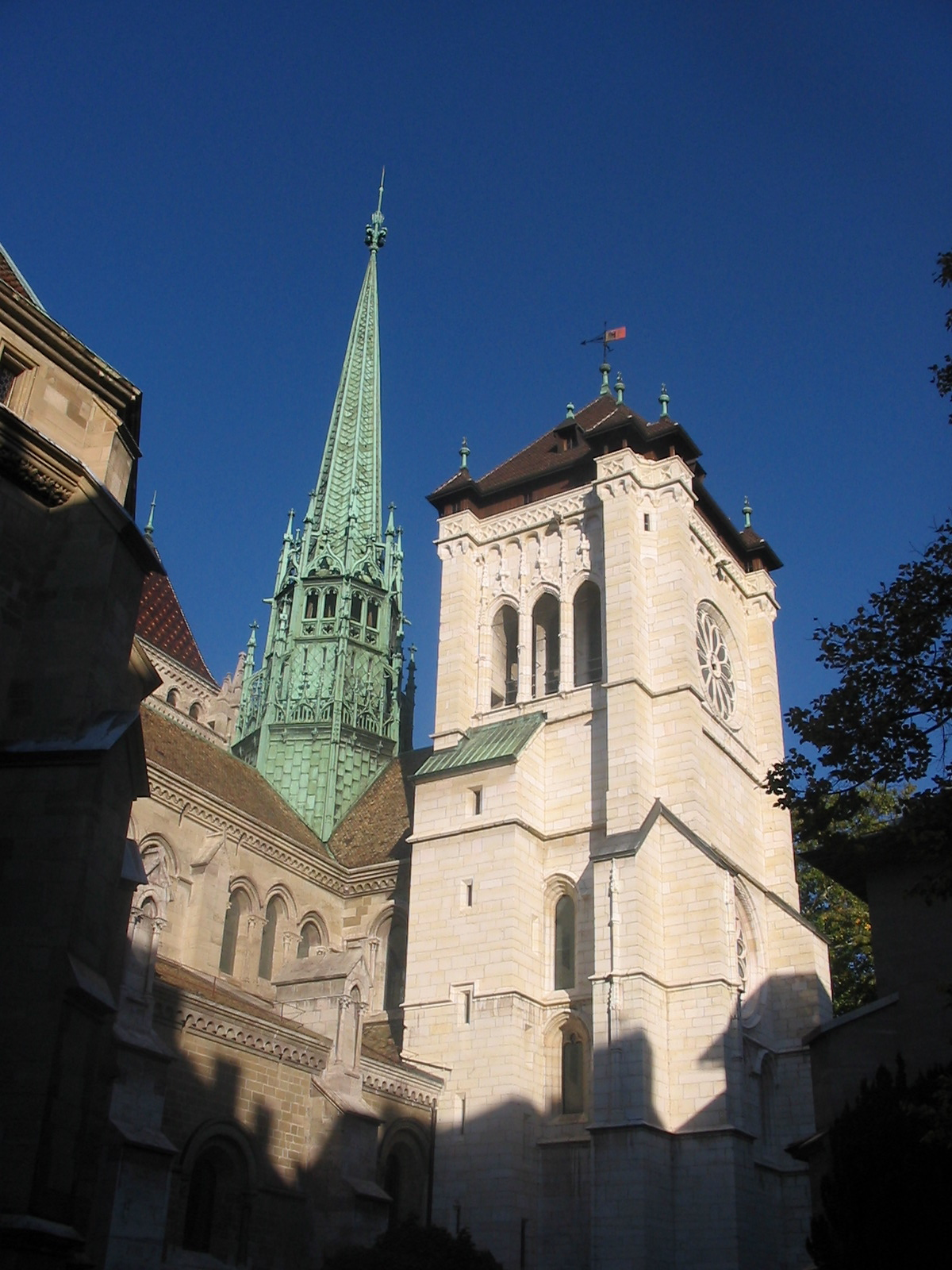
ジュネーヴのサン＝ピエール大聖堂

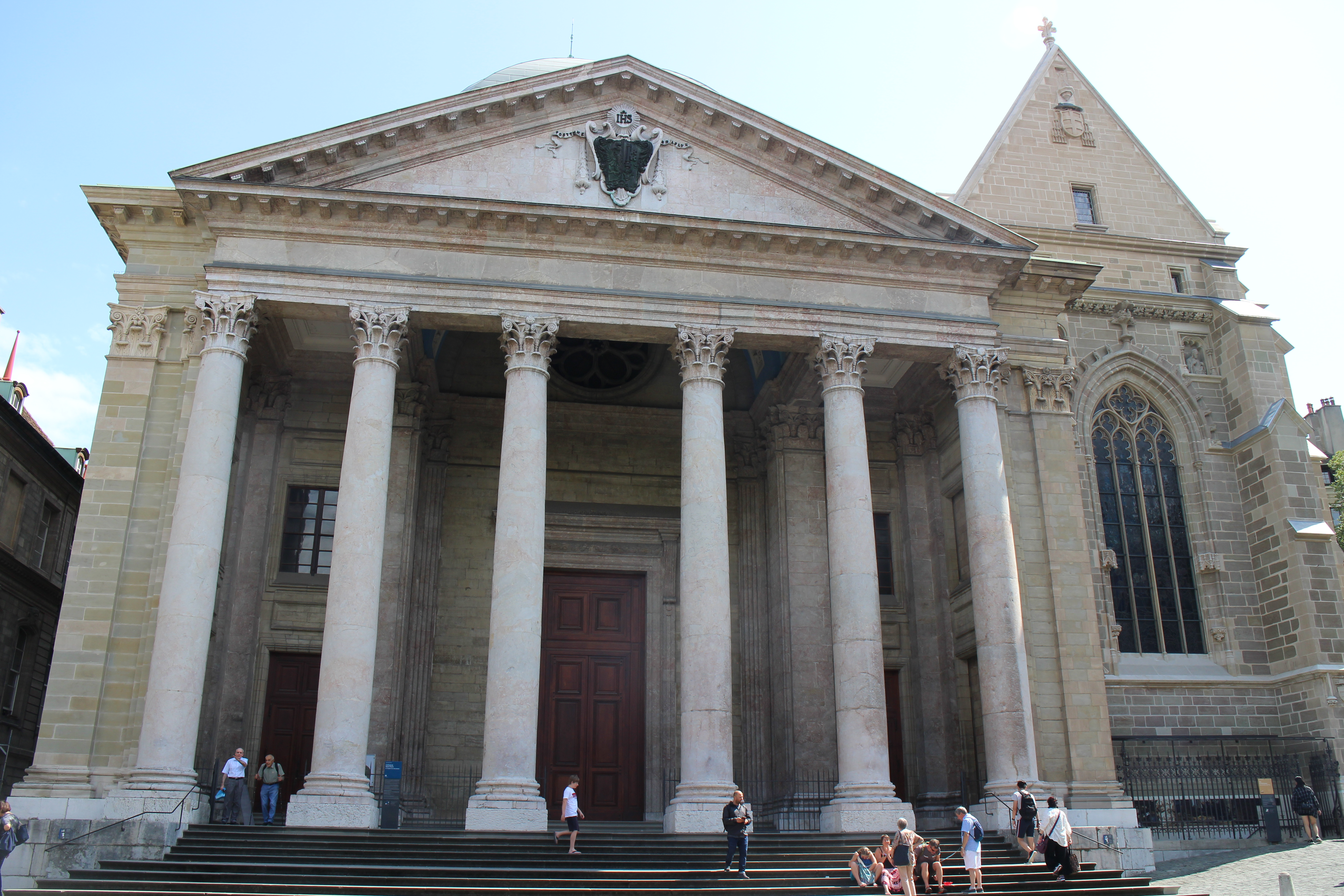
サン＝ピエール大聖堂の正面

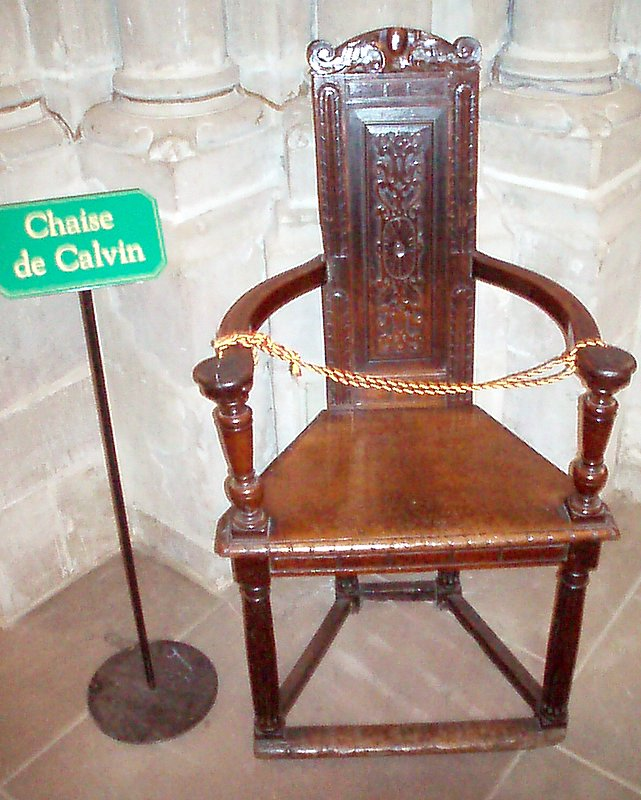
ジャン・カルヴァンの椅子

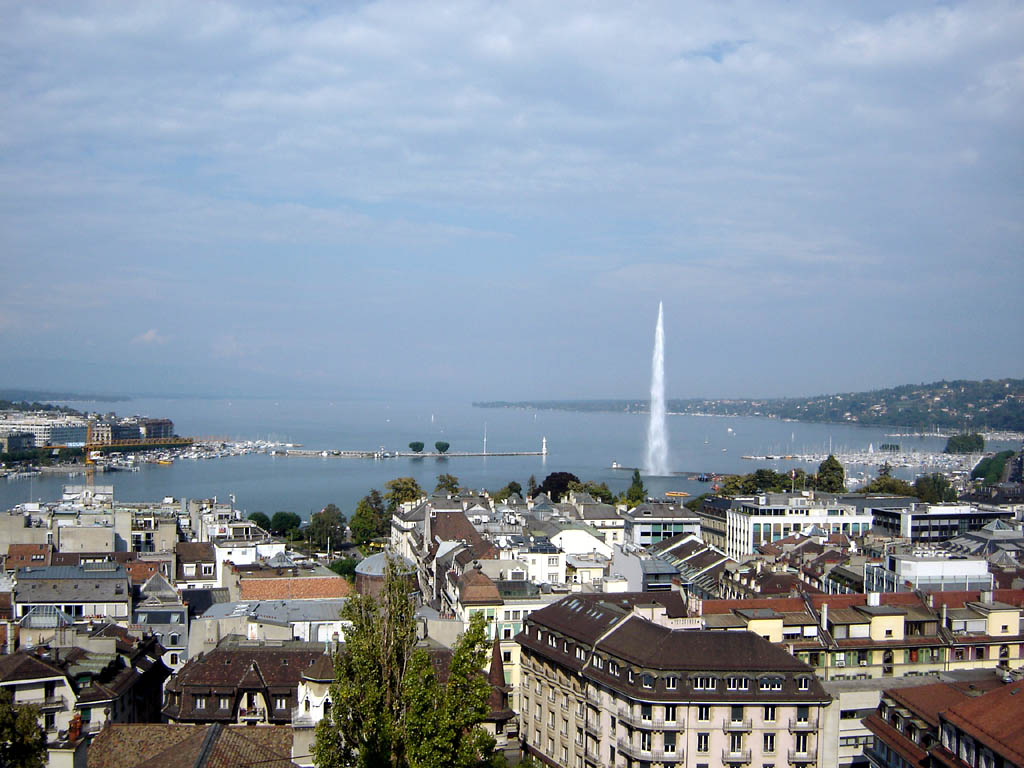
大聖堂の北塔から見た大噴水

サン＝ピエール大聖堂 （フランス語:La cathédrale protestante Saint-Pierre de Genève） は、スイス、ジュネーヴにある大聖堂であり、今日では改革派教会となっている。大聖堂は、12世紀のジュネーヴ司教座司教公、アルデュシユス・ド・フォーシニー（fr）のもとで始まり、様々な建築様式が混合している。また、宗教改革の指導者の1人であったジャン・カルヴァンが本拠とした教会として知られ、大聖堂の内部には、カルヴァンによって使用された木製の椅子がある。
大聖堂の地下は、最近大規模な発掘が行われ、ローマ帝国時代まで遡るこの地域の複雑な歴史が明らかになった。8世紀から10世紀にかけて、これはこの土地に共存する3つの大聖堂のうちの1つであった。現在の建物は、聖職者の使用や初期のキリスト教徒の死者祭祀（en）に専念していた大聖堂から成長していった。12世紀に残存した建物の成長により包括された他の2つの建築は、聖体の1つで、教会の教えとは違っていた。
ドイツの画家、コンラート・ヴィッツは、1444年の大聖堂用に、現在美術史博物館にある『聖ペテロの祭壇画』を描いた。美術史博物館は彼の最も有名な『奇跡の漁り』も収蔵している。
現在では、毎年夏にドイツ・プロテスタント司祭が出席し、ドイツ語とフランス語のどちらかを母語とするプロテスタント信者の双方に対して、二言語サービスや会合が行われている。